# Phryneta semirasa
Phryneta semirasa är en skalbaggsart som beskrevs av Carl August Dohrn 1885. Phryneta semirasa ingår i släktet Phryneta och familjen långhorningar.
Artens utbredningsområde är:
- Malawi.
- Moçambique.
- Zimbabwe.

Inga underarter finns listade i Catalogue of Life.